# Synagoga w Podbřezí
Synagoga w Podbřezí (cz. Synagoga v Podbřezí) – synagoga znajdująca się we wsi Podbřezí pod numerem 51803.
Synagoga zapewne została zbudowana w pierwszej połowie XIX wieku na miejscu starszej. W 1908 roku została przebudowana na sierociniec. Była zamieszkana do 1982 roku. Obecnie nieużytkowana. We wsi zachował się także cmentarz z najstarszym nagrobkiem z 1725 roku.